# Jirón Huallaga
El Jirón Huallaga es una calle del Damero de Pizarro en el centro histórico de Lima, capital del Perú. Se extiende desde el Jirón de la Unión hacia el este a lo largo de 9 cuadras hasta terminar en el Jirón Cangallo en los Barrios Altos. 

## Historia
La vía que hoy constituye el jirón Huallaga fue tendida por el conquistador Francisco Pizarro cuando fundó la ciudad de Lima el 18 de enero de 1535. En su primera cuadra se dispuso, al norte, la extensión correspondiente a la Plaza de Armas y en su segunda cuadra, también al norte, el solar correspondiente a la vivienda del cura y destinada para el levantamiento de la iglesia. 
En 1538 se terminó la construcción de la primigenia iglesia de Lima. Esta iglesia fue reconstruida y refaccionada varias veces teniendo su forma definitiva en 1797. De esta calle es de donde salieron en 1546 los partidarios almagristas que asesinaron a Francisco Pizarro.
En los años 1560 el virrey Conde de Nieva ordenó la construcción de portales en las calles que circundaban la plaza de armas. La construcción quedó totalmente establecida durante el gobierno de Francisco de Toledo. En 1690, el virrey Conde de la Monclova dispuso la construcción de nuevos portales los mismos que se mantuvieron hasta 1943 cuando se construyeron los actuales edificios de la primera cuadra de este jirón.
Durante el gobierno del virrey Andrés Hurtado de Mendoza se creó en terrenos ubicados en la octava cuadra de esta vía el Hospital Real de San Andrés, nombrado así en honor del virrey. 
En 1573 se levantó en la quinta cuadra de esta vía el Monasterio de la Purísima Concepción y ocupó varias manzanas que poco a poco le fueron expropiadas. Ese monasterio es el segundo en fundarse en Lima, cinco años después del Monasterio de la Encarnación que se fundó en 1568. 
Durante fines del siglo XVIII y principios del siglo XIX en esta calle tuvo su domicilio Hipólito Unanue. También tuvo como vecino el alcalde de Lima Antonio Salinas y Castañeda, que construyó la "Casa Salinas" frente a la iglesia de la Concepción. En 1862, al adoptarse una nueva nomenclatura urbana, la vía fue bautizada como jirón Huallaga, en honor al río Huallaga. En el siglo XX la calle vio la construcción de los grandes edificios y espacios 
públicos. 
En 1849 se expropió una manzana al Monasterio de la Concepción con la finalidad de construir en ella el Mercado de Abastos. La expropiación no fue pacífica y dio lugar a que se creara la calle Paz Soldán (cuadra 4 del actual jirón Ayacucho) nombrada así por el Ministro de Relaciones Exteriores del Perú de ese entonces, José Gregorio Paz Soldán, que impulsó la expropiación.   La construcción del mercado se inició bajo el gobierno de Ramón Castilla y se terminó bajo el gobierno de José Rufino Echenique. Esta construcción duró hasta 1964 cuando fue devorada por un incendio. En 1947 con el ensanchamiento de la Avenida Abancay se expropiaron terrenos adicionales del Monasterio de la Concepción.
En 1967 se construyó el actual local del Mercado Central con un edificio de ocho pisos.

## Nombres antiguos de las cuadras del Jirón Huallaga
Desde la fundación de Lima y hasta el año 1861, las calles en Lima tenían un nombre por cada cuadra. Así, una misma vía estaba conformada en realidad por varias calles. Es por ello que, antes que la vía fuera llamada jirón Huallaga, cada una de sus 8 cuadras tenía un nombre distinto.
- Cuadra 1: llamada Portal de Botoneros por acoger durante la colonia a los vendedores de botones, sombreros y sedas.

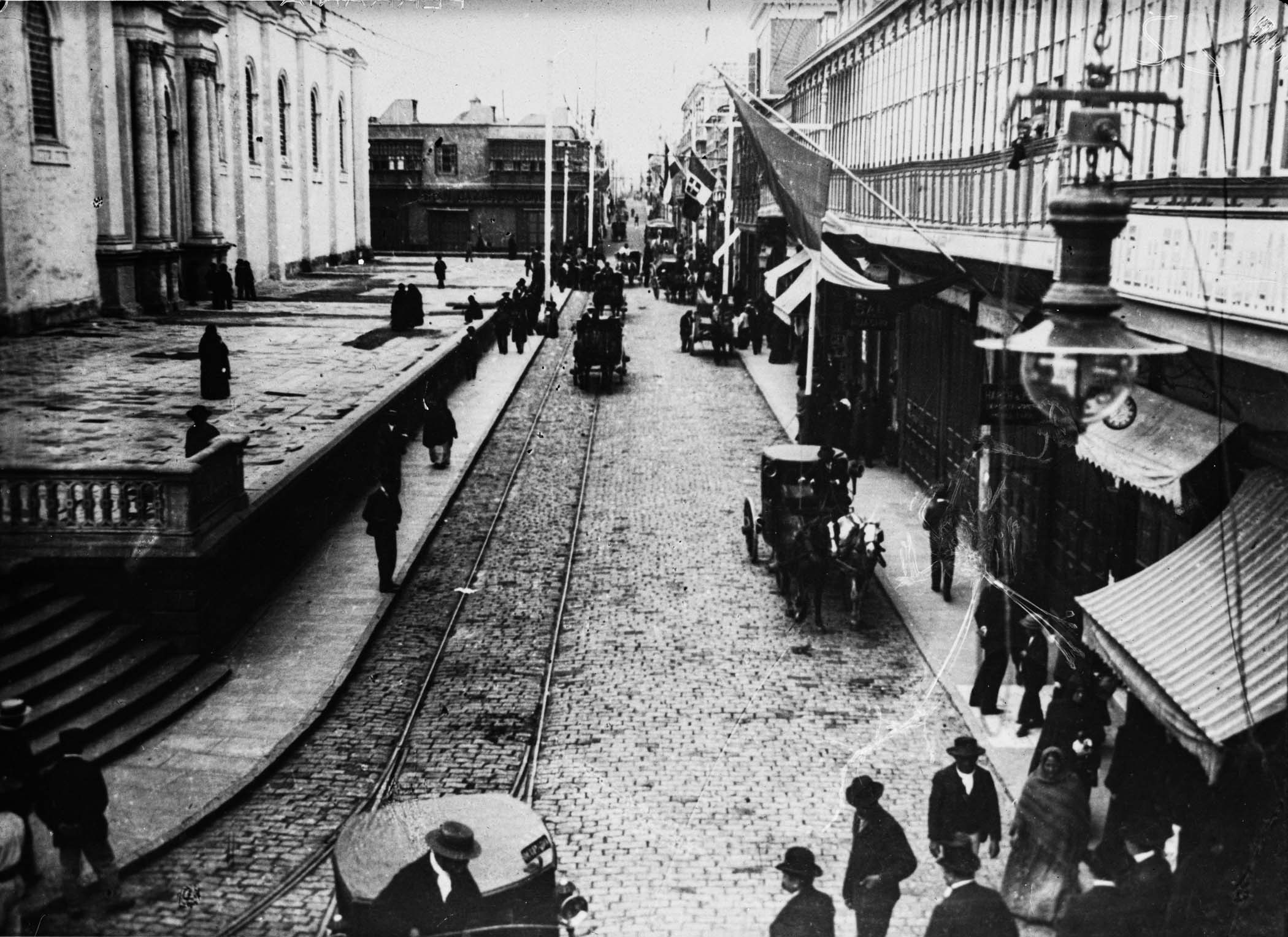
La Calle Judíos a principios del siglo XX

- La Calle Judíos a principios del siglo XXCuadra 2: llamada Judíos porque en el lado de la Catedral de Lima que da a esta calle se encontraba una pintura de suplicio de judíos. Asimismo, durante la época colonial en ese muro se anotaban los nombres de los judíos acusados de herejía por la Inquisición e incluso efigies de los condenados.
- Cuadra 3: llamada Melchormalo por la vivienda de la familia Malo de Molina descendientes de Melchor Malo de Molina
- Cuadra 4: llamada Virreina por encontrarse en esa cuadra la casa de Ana de Borja y Aragón, esposa del virrey Conde de Lemos.
- Cuadra 5: llamada Concepción por el local del Monasterio de la Purísima Concepción, que se levantó en esta calle en 1573. Ahí se encontraba la Casa del alcalde de Lima Antonio Salinas y Castañeda
- Cuadra 6: llamada Presa por deformación de su primigenio nombre "Primera de San Andrés" ya que era la primera calle de las tres que formaban la calle de San Andrés que conectaba el Monasterio de la Concepción con los hospitales de San Andrés y Santa Ana.
- Cuadra 7: llamada Lechugal por algún sembrío de lechugas que debió existir aunque no se sabe a ciencia cierta la razón de ese nombre.
- Cuadra 8: llamada San Andrés por el Hospital Real de San Andrés que se levantaba en esa calle.

## Recorrido
El jirón inicia su recorrido desde el Jirón de la Unión. En el lado norte de su primera cuadra se extiende la Plaza de Armas y en el lado sur se levantan los dos edificios que completan el aspecto urbanístico de la Plaza. En el primero de ellos se encuentra el local de la Revista Caretas, publicación política peruana. Entre esos dos edificios que acogen varios locales comerciales y de comida se abre el Pasaje Olaya. En su segunda cuadra se levanta al lado norte la parte lateral de la Catedral de Lima. 
En la cuarta cuadra se encuentra el Centro Cultural de la Escuela Nacional de Bellas Artes, diseñado en estilo Beaux Arts en 1917 por Ricardo de Jaxa Malachowski. Entre sus cuadras cuarta y quinta se encuentra el cruce con la avenida Abancay, que marca el límite entre con Barrios Altos. En la cuadra quinta está la actual iglesia y exconvento de la Concepción, que le daba su antiguo nombre. En su sexta cuadra se levanta el Mercado Central construido en los años 1960. Finalmente, en la cuadra ocho se encuentra la Plaza Italia donde se encuentra la iglesia de Santa Ana.

## Galería

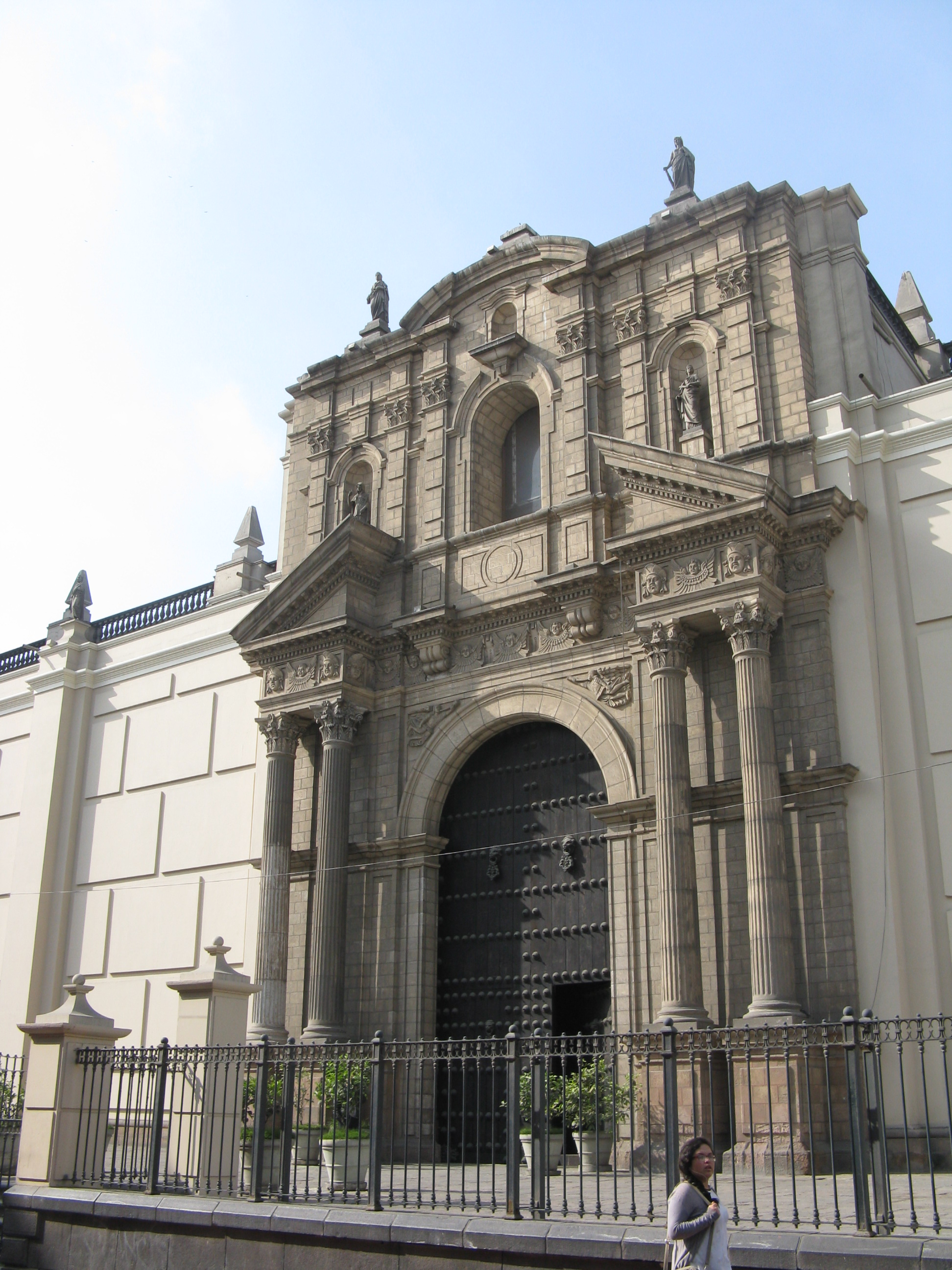
Fachada lateral de la Catedral
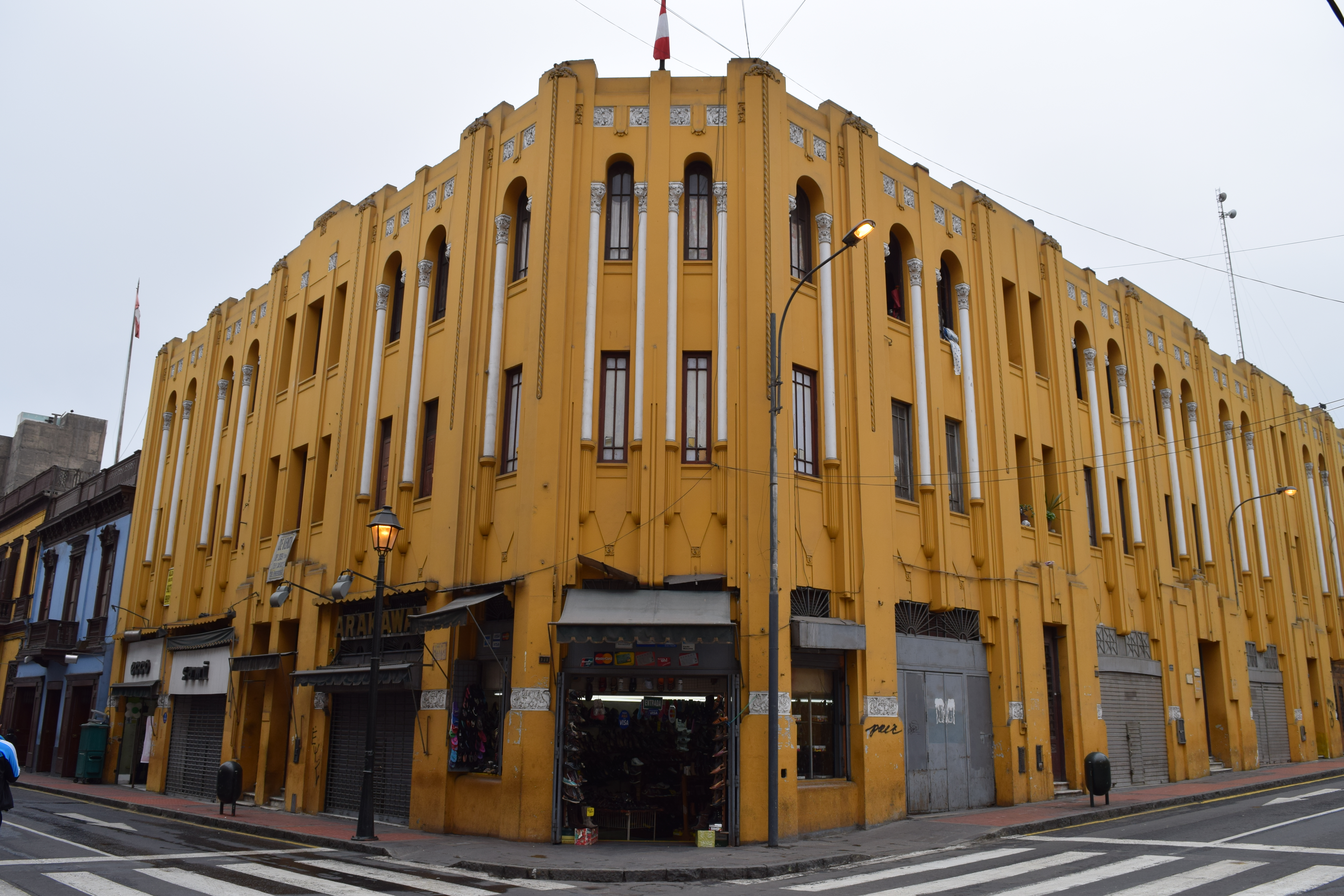
Edificio de Aldabas en la cuadra 4 (esquina jirón Azángaro)
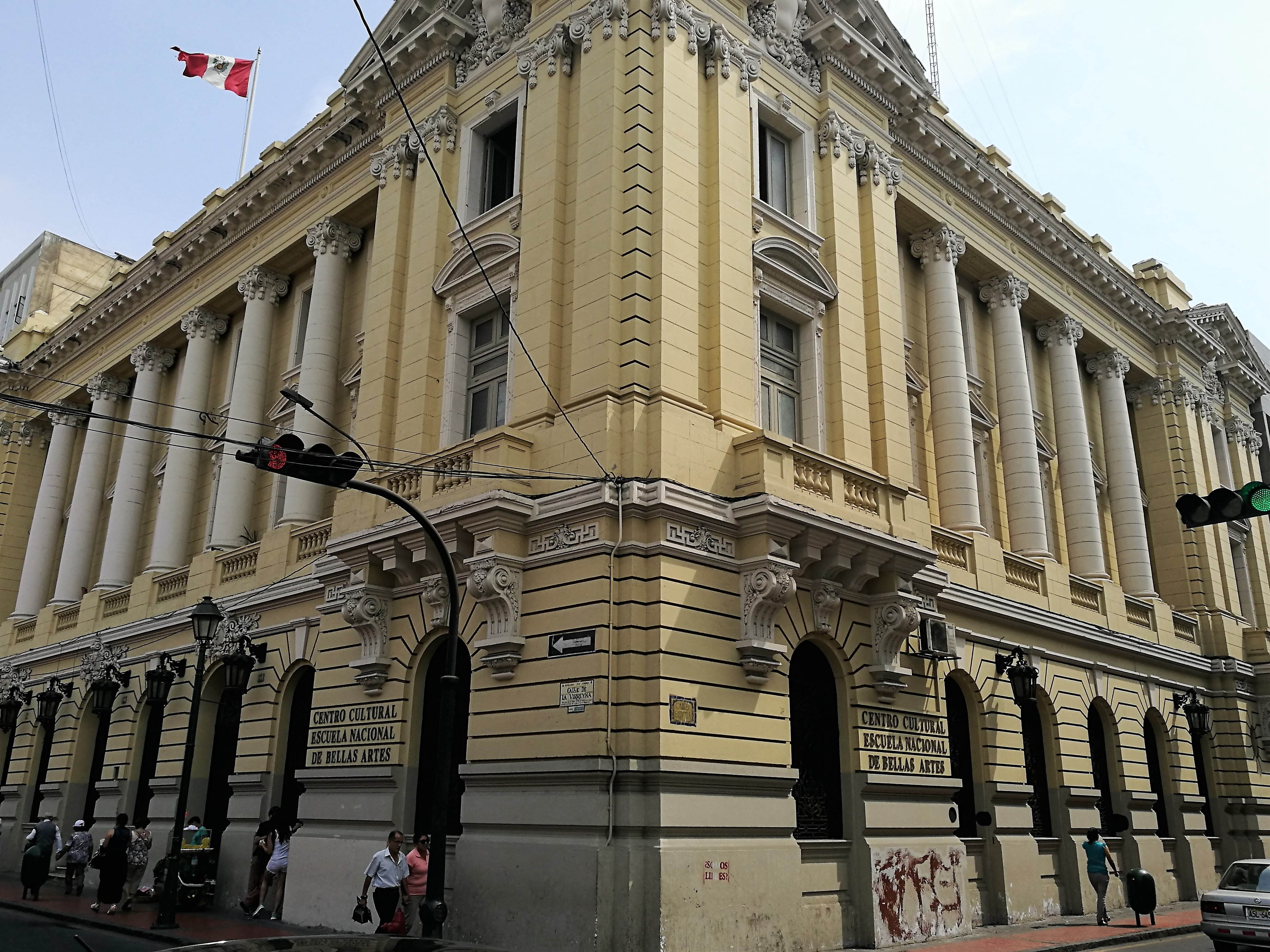
El Centro Cultural de la Escuela Nacional de Bellas Artes
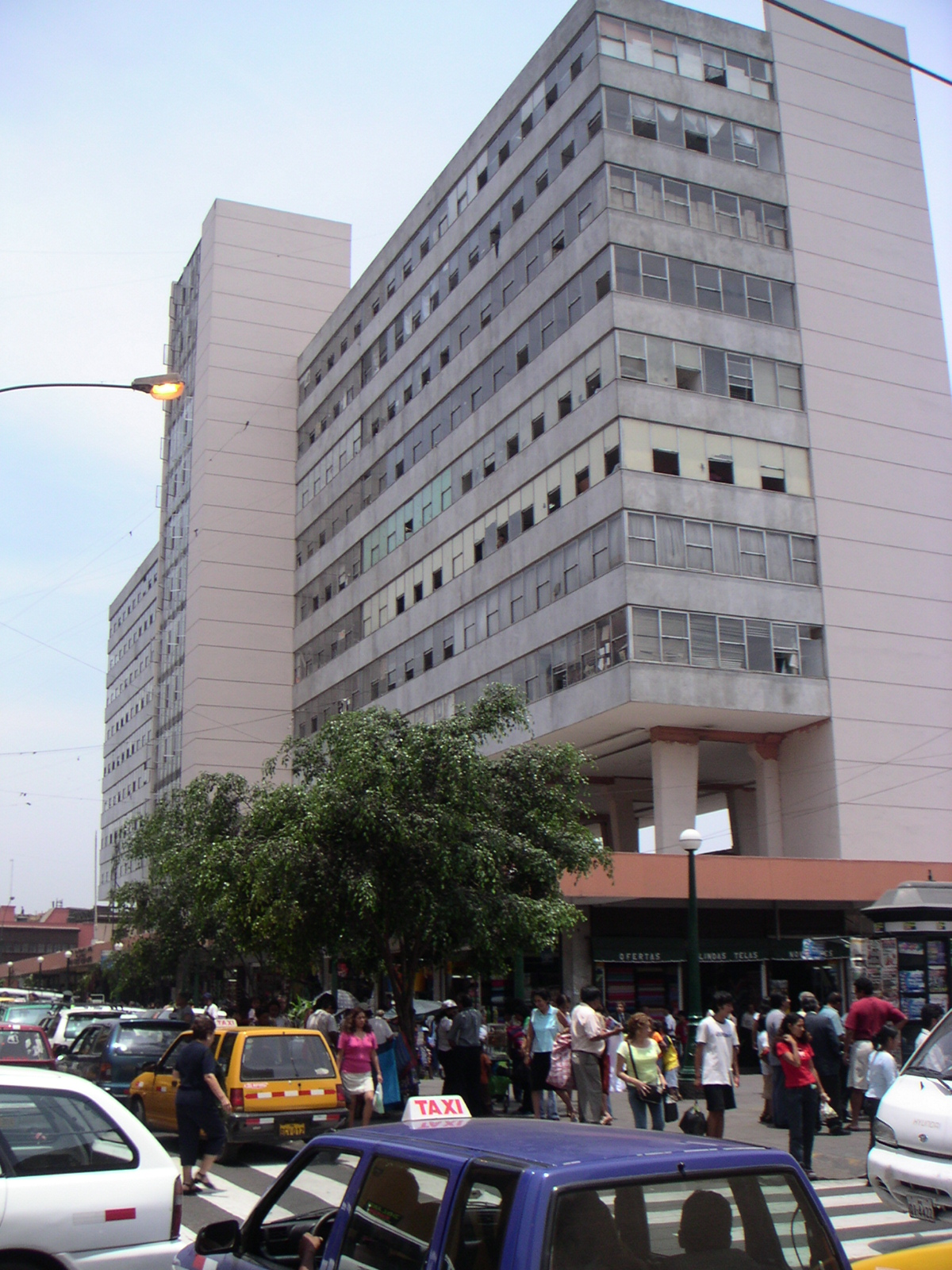
El Mercado Central de Lima
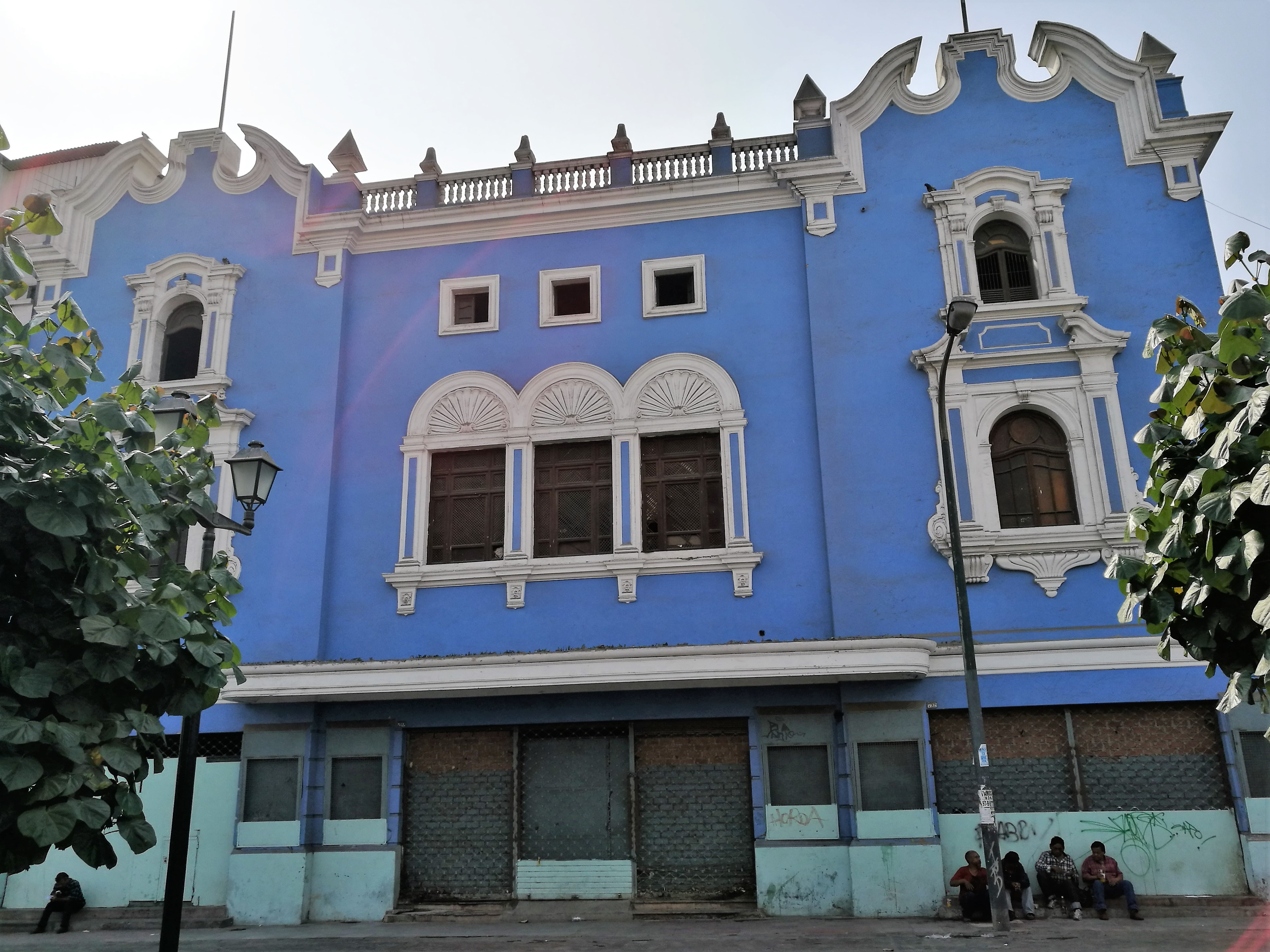
Edificio en la plaza Italia, Barrios Altos
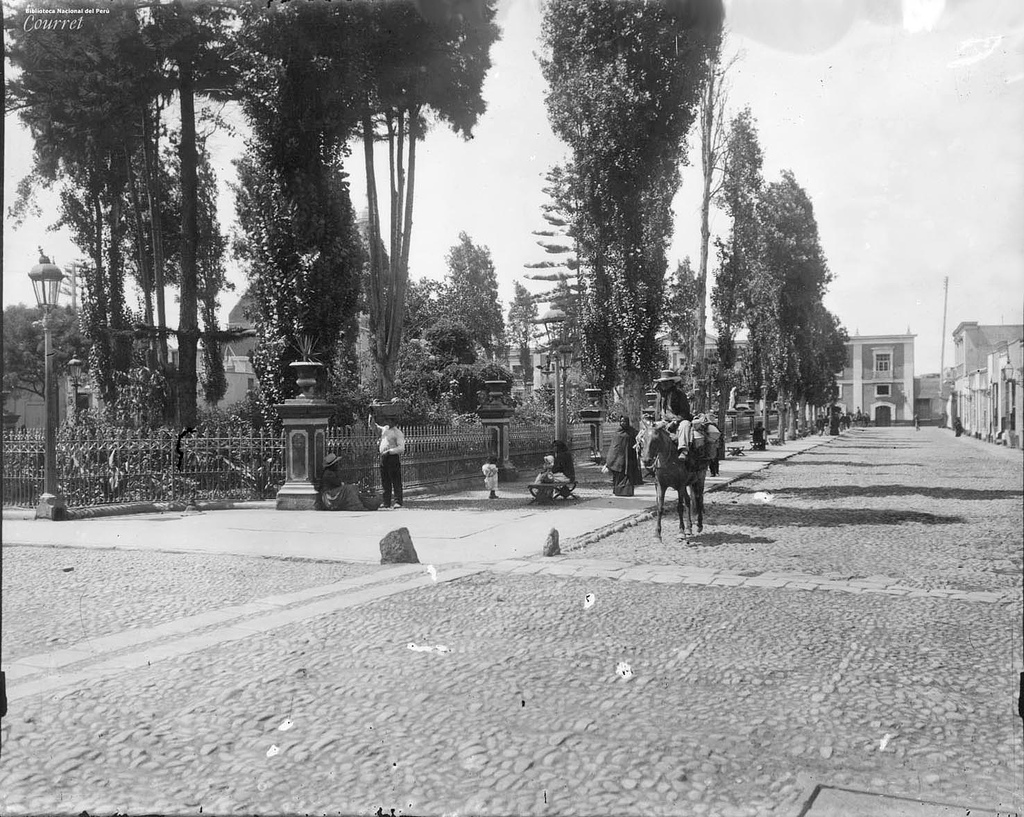
Imagen histórica de la plaza Italia
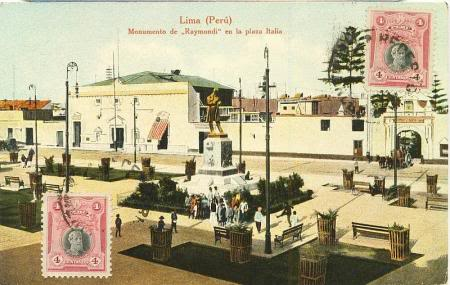
Imagen histórica de la plaza Italia
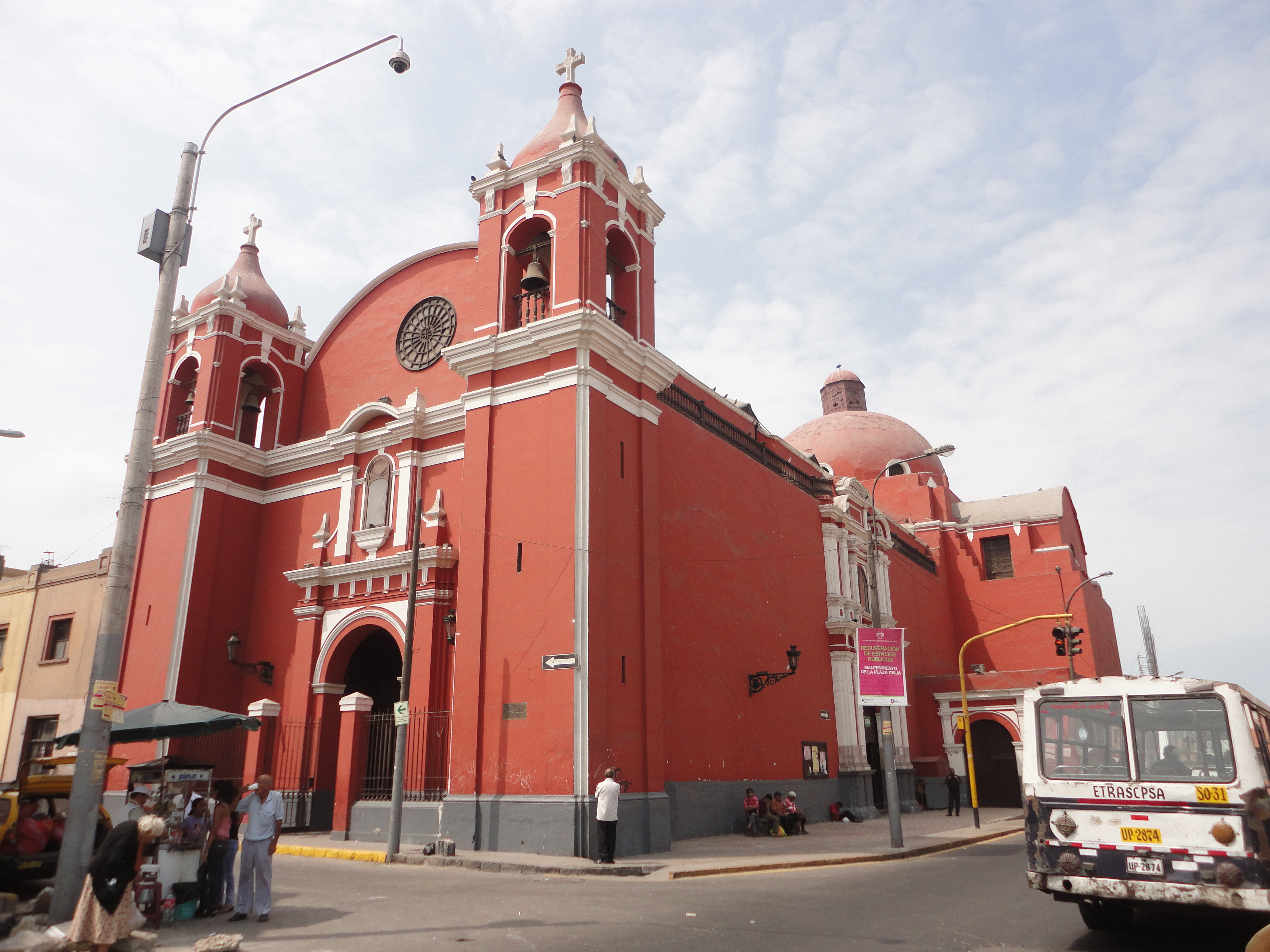
La iglesia de Santa Ana, al final del jirón